# Los Angeles Times
Los Angeles Times este un ziar publicat zilnic în Los Angeles, California și distribuit în America de Vest. Los Angeles Times a fost fondat în anul 1881 și până în prezent a câștigat 38 de premii Pulitzer. Ziarul face parte din trustul de presă Tribune Company.
Los Angeles Times are un tiraj zilnic de aproximativ 773.884 exemplare, și se situează pe locul 4 în Statele Unite după USA Today, The Wall Street Journal și The New York Times.